# Cyaneophytoecia sospita
Cyaneophytoecia sospita là một loài bọ cánh cứng trong họ Cerambycidae.